# Giro de Italia 1994
La 77ª edición del Giro de Italia se disputó entre el 22 de mayo y el 12 de junio de 1994, con un recorrido de 22 etapas y 3721 km, que se recorrieron a una velocidad media de 37,150 km/h.
Miguel Induráin, ganador de los últimos tres Tours y los últimos dos Giros, era el claro favorito al triunfo final. Los italianos Gianni Bugno y Claudio Chiappucci, ya de sobra conocidos, contaban entre sus más directos rivales. También se esperaba un despegue final del ruso Pável Tonkov, el cual se había mostrado muy regular en las últimas ediciones del Giro de Italia. En un segundo plano, corredores como Andrew Hampsten o Piotr Ugrumov resultaban una incógnita, aunque no estaban descartados.
El Giro de Italia 1994 vivió de primera mano el relevo generacional en el ciclismo. Dos corredores, fundamentalmente, lideraron este cambio: Marco Pantani y Eugeni Berzin. 
Al igual que en la edición anterior, la primera etapa fue doble, con una primera parte en línea y una segunda consistente en un pequeño prólogo. Al final del día, el francés Armand de Las Cuevas era líder de la carrera. La maglia rosa, en los días siguientes, pasaría a poder del veterano Moreno Argentin, pero la perdería en la cuarta etapa, en beneficio de su compañero de equipo, el joven Eugeni Berzin. Berzin, que ya había tomado parte del Giro de Italia 1993 (terminó 90.º), se apuntaba como un gran contrarrelojista, pero su aguante en una carrera de tres semanas, con alta montaña, estaba por demostrar. Además, llevaba todo el año en un gran estado de forma (había ganado, entre otras, la Lieja-Bastoña-Lieja) y muchos, entre ellos José Miguel Echavarri, esperaban que sufriera un bajón de forma durante la última semana de la carrera.
El español Laudelino Cubino, del equipo Kelme, ganaría la 7.ª etapa, disputada sobre un circuito en Fiuggi. A la postre, sería la única victoria española en la ronda italiana. Al día siguiente, se disputaba una contrarreloj individual de 44 km, en la que se esperaba que Induráin diera el primer golpe de efecto, pero en contra de lo esperado fue Eugeni Berzin quien ratificó su liderato, sacando más de dos minutos y medio al ciclista navarro, cuarto en la etapa.
Tras varias etapas que se decidieron entre sprints y escapadas sin repercusión para la clasificación general, se llegó a las primeras etapas de montaña, donde aún debía demostrar su valía el ruso Berzin.
En la primera de ellas, la decimocuarta, ya salieron a relucir las cualidades del italiano Marco Pantani, vencedor de etapa. Pero sería al día siguiente, en la etapa reina, en que se ascendían el Stelvio, el Mortirolo y un pequeño puerto de tercera categoría, el Valico de Santa Cristina, cuando Pantani demostraría su indiscutible calidad como escalador. La ascensión al duro y mítico Stelvio fue tranquila, y ningún favorito sobresalió por encima del resto. Fue en el ascenso al Paso del Mortirolo cuando la carrera se rompió. Casi al principio, el italiano Marco Pantani atacó con gran fuerza. Berzin fue tras él, pero no pudo aguantar el ritmo. Durante los siguientes kilómetros, parecía que Berzin desfallecía e Induráin lograba, no solo darle alcance, sino rebasarle. Así fue y, como la ascensión al Mortirolo era tremendamente dura (doce kilómetros con un desnivel medio del 11%) el ruso se vino abajo. 
Por delante, entretanto, Pantani batía el récord de la ascensión más rápida (algo que ha conseguido en varias cimas míticas del ciclismo mundial). En el descenso, Pantani esperó a un Induráin que estaba lanzado, decidido a devolver el golpe que había recibido en la etapa contrarreloj. Al comienzo del último ascenso de la jornada, un pequeño puerto de tercera categoría de apenas cinco kilómetros de longitud, Pantani e Induráin aventajaban en más de dos minutos a un Berzin hundido física y moralmente. Sin embargo, Induráin sufriría una tremenda pájara en aquella ascensión final, perdiendo así una oportunidad inigualable de ponerse al frente de la clasificación, camino del tercer Giro consecutivo. Al final del día, Induráin apenas recuperaba medio minuto, a pesar de lo cual se mantenía tercero y con opciones de victoria. Berzin, no obstante, a pesar de la debilidad en el Mortirolo, había visto su confianza reforzada. Pantani, por otra parte, tenía mucho que lamentar la ayuda prestada durante la primera semana a su jefe de filas, Claudio Chiappucci, además del tiempo perdido en la contrarreloj individual.
La decimoctava etapa, una cronoescalada de 35 km, se planteaba como decisiva, dada la situación de la carrera. Sin embargo, el ruso Eugeni Berzin no flaqueó, y volvió a batir a Induráin, aventajándole en veinte segundos. La etapa se convirtió más en una batalla por la segunda posición entre Pantani, tercero en la etapa, e Induráin. Al final, por apenas medio minuto, la balanza se decantó del lado del italiano.
Aunque aún quedaban dos etapas alpinas, la clasificación general no sufriría ningún cambio radical. Los tres primeros rodaron bajo una estrecha vigilancia y terminarían el Giro como estaban.
1994 demostró, por primera vez, la humanidad de Miguel Induráin, y se demostró que se le podía vencer. El Tour de Francia 1994 se planteaba muy abierto tras esta derrota del ciclista español. Asimismo, fue el año del relevo generacional. Los Bugno y Chiappucci daban paso a Pantani y compañía. Tres ciclistas jóvenes estaban entre los cuatro primeros. El vencedor y segundo clasificados, Eugeni Berzin y Marco Pantani, de 24 años de edad, y el cuarto clasificado, Pável Tonkov, de 25.

## Equipos participantes
| N.    | Cod. | Equipo                     |
| ----- | ---- | -------------------------- |
| 1-9   | BAN  | Banesto                    |
| 11-19 | AMO  | Amore & Vita-Galatron      |
| 21-29 | BRE  | Brescialat-Ceramiche Refin |
| 31-39 | CAR  | Carrera-Tassoni            |
| 41-49 | CAS  | Castorama                  |
| 51-59 | GBM  | GB-MG Maglificio           |
| 61-69 | GEW  | Gewiss-Ballan              |
| 71-79 | JOL  | Jolly Componibili-Cage     |
| 81-89 | KEL  | Kelme-Avianca-Gios         |

| N.      | Cod. | Equipo                 |
| ------- | ---- | ---------------------- |
| 91-99   | LAM  | Lampre-Panaria         |
| 101-109 | MAP  | Mapei-CLAS             |
| 111-119 | MER  | Mercatone Uno          |
| 121-129 | MOT  | Motorola               |
| 131-139 | NAV  | Navigare-Blue Storm    |
| 141-149 | PLT  | Polti-Vaporetto        |
| 151-159 | TEL  | Telekom-Merckx         |
| 161-169 | ZGM  | ZG Mobili-Selle Italia |

## Etapas
| Etapa | Fecha       | Recorrido                       | Km       | Ganador de la etapa      | Líder de la clasificación general |
| 1.ªa  | 22 de mayo  | Bolonia                         | 86       | Endrio Leoni             | Endrio Leoni                      |
| 1.ªb  | 22 de mayo  | Bolonia                         | 7 (CRI)  | Armand de Las Cuevas     | Armand de Las Cuevas              |
| 2.ª   | 23 de mayo  | Bolonia-Osimo                   | 232      | Moreno Argentin          | Moreno Argentin                   |
| 3.ª   | 24 de mayo  | Osimo-Loreto Aprutino           | 185      | Gianni Bugno             | Moreno Argentin                   |
| 4.ª   | 25 de mayo  | Montesilvano-Campitello Matese  | 204      | Eugeni Berzin            | Eugeni Berzin                     |
| 5.ª   | 26 de mayo  | Campobasso-Melfi                | 158      | Endrio Leoni             | Eugeni Berzin                     |
| 6.ª   | 27 de mayo  | Potenza-Caserta                 | 215      | Marco Saligari           | Eugeni Berzin                     |
| 7.ª   | 28 de mayo  | Fiuggi                          | 119      | Laudelino Cubino         | Eugeni Berzin                     |
| 8.ª   | 29 de mayo  | Grosseto-Follonica              | 44 (CRI) | Eugeni Berzin            | Eugeni Berzin                     |
| 9.ª   | 30 de mayo  | Castiglione-Pontedera           | 153      | Ján Svorada              | Eugeni Berzin                     |
| 10.ª  | 31 de mayo  | Marostica                       | 115      | Djamolidine Abdoujaparov | Eugeni Berzin                     |
| 11.ª  | 1 de junio  | Marostica-Bibione               | 165      | Ján Svorada              | Eugeni Berzin                     |
| 12.ª  | 2 de junio  | Bibione-Kranj                   | 204      | Andrea Ferrigato         | Eugeni Berzin                     |
| 13.ª  | 3 de junio  | Kranj-Lienz                     | 231      | Michele Bartoli          | Eugeni Berzin                     |
| 14.ª  | 4 de junio  | Lienz-Merano                    | 235      | Marco Pantani            | Eugeni Berzin                     |
| 15.ª  | 5 de junio  | Merano-Aprica                   | 188      | Marco Pantani            | Eugeni Berzin                     |
| 16.ª  | 6 de junio  | Sondrio-Stradella               | 220      | Maximilian Sciandri      | Eugeni Berzin                     |
| 17.ª  | 7 de junio  | Santa Maria della Versa-Lavagna | 200      | Ján Svorada              | Eugeni Berzin                     |
| 18.ª  | 8 de junio  | Chiavari-Passo del Bocco        | 35 (CRI) | Eugeni Berzin            | Eugeni Berzin                     |
| 19.ª  | 9 de junio  | Lavagna-Bra                     | 212      | Massimo Ghirotto         | Eugeni Berzin                     |
| 20.ª  | 10 de junio | Cuneo-Les Deux Alpes            | 201      | Vladimir Poulnikov       | Eugeni Berzin                     |
| 21.ª  | 11 de junio | Les Deux Alpes-Sestriere        | 121      | Pascal Richard           | Eugeni Berzin                     |
| 22ª   | 12 de junio | Turín-Milán                     | 198      | Stefano Zanini           | Eugeni Berzin                     |

## Clasificaciones
| \| 1. \| Eugeni Berzin \| Rusia \| GEW \| 100h 41' 21s \| \| \| 2. \| Marco Pantani \| Italia \| CAR \| a 2' 51s \| \| \| 3. \| Miguel Induráin \| España \| BAN \| a 3' 23s \| \| \| 4. \| Pável Tonkov \| Rusia \| LAM \| a 11' 16s \| \| \| 5. \| Claudio Chiappucci \| Italia \| CAR \| a 11' 55s \| \| \| 6. \| Nelson Rodríguez \| Colombia \| ZGM \| a 13' 17s \| \| \| 7. \| Massimo Podenzana \| Italia \| NAV \| a 14' 35s \| \| \| 8. \| Gianni Bugno \| Italia \| POL \| a 15' 26s \| \| \| 9. \| Armand de Las Cuevas \| Francia \| CAS \| a 15' 35s \| \| \| 10. \| Andrew Hampsten \| Estados Unidos \| MOT \| a 17' 21s \| \| |                      |                |     |              |  |
| 1. | Eugeni Berzin        | Rusia          | GEW | 100h 41' 21s |  |
| 2. | Marco Pantani        | Italia         | CAR | a 2' 51s     |  |
| 3. | Miguel Induráin      | España         | BAN | a 3' 23s     |  |
| 4. | Pável Tonkov         | Rusia          | LAM | a 11' 16s    |  |
| 5. | Claudio Chiappucci   | Italia         | CAR | a 11' 55s    |  |
| 6. | Nelson Rodríguez     | Colombia       | ZGM | a 13' 17s    |  |
| 7. | Massimo Podenzana    | Italia         | NAV | a 14' 35s    |  |
| 8. | Gianni Bugno         | Italia         | POL | a 15' 26s    |  |
| 9. | Armand de Las Cuevas | Francia        | CAS | a 15' 35s    |  |
| 10. | Andrew Hampsten      | Estados Unidos | MOT | a 17' 21s    |  |

| \| 1. \| Djamolidine Abdoujaparov \| Uzbekistán \| POL \| 202 puntos \| \| 2. \| Eugeni Berzin \| Rusia \| GEW \| 182 puntos \| \| 3. \| Gianni Bugno \| Italia \| POL \| 148 puntos \| |                          |            |     |            |
| 1. | Djamolidine Abdoujaparov | Uzbekistán | POL | 202 puntos |
| 2. | Eugeni Berzin            | Rusia      | GEW | 182 puntos |
| 3. | Gianni Bugno             | Italia     | POL | 148 puntos |

| \| 1. \| Pascal Richard \| Suiza \| GBM \| 78 puntos \| \| 2. \| Michele Coppolillo \| Italia \| NAV \| 58 puntos \| \| 3. \| Marco Pantani \| Italia \| CAR \| 44 puntos \| |                    |        |     |           |
| 1. | Pascal Richard     | Suiza  | GBM | 78 puntos |
| 2. | Michele Coppolillo | Italia | NAV | 58 puntos |
| 3. | Marco Pantani      | Italia | CAR | 44 puntos |

| \| 1. \| Djamolidine Abdoujaparov \| Uzbekistán \| POL \| 62h 00' 39s \| \| 2. \| Eugeni Berzin \| Rusia \| GEW \| a 44s \| \| 3. \| Fabiano Fontanelli \| Italia \| ZGM \| a 1' 50s \| |                          |            |     |             |
| 1. | Djamolidine Abdoujaparov | Uzbekistán | POL | 62h 00' 39s |
| 2. | Eugeni Berzin            | Rusia      | GEW | a 44s       |
| 3. | Fabiano Fontanelli       | Italia     | ZGM | a 1' 50s    |

| \| 1. \| Eugeni Berzin \| Rusia \| GEW \| 100h 41' 21s \| \| 2. \| Marco Pantani \| Italia \| CAR \| a 2' 51s \| \| 3. \| Pável Tonkov \| Rusia \| LAM \| a 11' 16s \| |               |        |     |              |
| 1. | Eugeni Berzin | Rusia  | GEW | 100h 41' 21s |
| 2. | Marco Pantani | Italia | CAR | a 2' 51s     |
| 3. | Pável Tonkov  | Rusia  | LAM | a 11' 16s    |

| \| 1. \| Carrera \| Italia \| CAR \| - \| |         |        |     |   |
| 1.                                        | Carrera | Italia | CAR | - |

## Evolución de las clasificaciones
| Etapa (Vencedor)                    | Clasificación general | Clasificación por puntos | Clasificación de la montaña | Clasificación por equipos |
| ----------------------------------- | --------------------- | ------------------------ | --------------------------- | ------------------------- |
| 1.ª etapa a Endrio Leoni            | Endrio Leoni          | Endrio Leoni             | "No otorgado"               | Jolly Componibili-Cage    |
| 1.ª etapa b Armand de Las Cuevas    | Armand de Las Cuevas  | Armand de Las Cuevas     | "No otorgado"               | Mercatone Uno             |
| 2.ª etapa Moreno Argentin           | Moreno Argentin       | Evgueni Berzin           | Michele Coppolillo          | Gewiss                    |
| 3.ª etapa Gianni Bugno              | Moreno Argentin       | Evgueni Berzin           | Michele Coppolillo          | Gewiss                    |
| 4.ª etapa Evgueni Berzin            | Evgueni Berzin        | Evgueni Berzin           | Michele Coppolillo          | Polti                     |
| 5.ª etapa Endrio Leoni              | Evgueni Berzin        | Evgueni Berzin           | Michele Coppolillo          | Polti                     |
| 6.ª etapa Marco Saligari            | Evgueni Berzin        | Evgueni Berzin           | Michele Coppolillo          | Polti                     |
| 7.ª etapa Laudelino Cubino          | Evgueni Berzin        | Evgueni Berzin           | Michele Coppolillo          | Polti                     |
| 8.ª etapa Evgueni Berzin            | Evgueni Berzin        | Evgueni Berzin           | Michele Coppolillo          | Gewiss                    |
| 9.ª etapa Ján Svorada               | Evgueni Berzin        | Evgueni Berzin           | Michele Coppolillo          | Gewiss                    |
| 10.ª etapa Djamolidine Abdoujaparov | Evgueni Berzin        | Evgueni Berzin           | Michele Coppolillo          | Gewiss                    |
| 11.ª etapa Ján Svorada              | Evgueni Berzin        | Evgueni Berzin           | Michele Coppolillo          | Gewiss                    |
| 12.ª etapa Andrea Ferrigato         | Evgueni Berzin        | Evgueni Berzin           | Michele Coppolillo          | Gewiss                    |
| 13.ª etapa Michele Bartoli          | Evgueni Berzin        | Evgueni Berzin           | Michele Coppolillo          | Castorama                 |
| 14.ª etapa Marco Pantani            | Evgueni Berzin        | Evgueni Berzin           | Pascal Richard              | GB-MG Maglificio          |
| 15.ª etapa Marco Pantani            | Evgueni Berzin        | Evgueni Berzin           | Pascal Richard              | Carrera                   |
| 16.ª etapa Maximilian Sciandri      | Evgueni Berzin        | Djamolidine Abdoujaparov | Pascal Richard              | Carrera                   |
| 17.ª etapa Ján Svorada              | Evgueni Berzin        | Djamolidine Abdoujaparov | Pascal Richard              | Carrera                   |
| 18.ª etapa Evgueni Berzin           | Evgueni Berzin        | Evgueni Berzin           | Pascal Richard              | Carrera                   |
| 19.ª etapa Massimo Ghirotto         | Evgueni Berzin        | Evgueni Berzin           | Pascal Richard              | Carrera                   |
| 20.ª etapa Vladimir Poulnikov       | Evgueni Berzin        | Evgueni Berzin           | Pascal Richard              | Carrera                   |
| 21.ª etapa Pascal Richard           | Evgueni Berzin        | Evgueni Berzin           | Pascal Richard              | Carrera                   |
| 22.ª etapa Stefano Zanini           | Evgueni Berzin        | Djamolidine Abdoujaparov | Pascal Richard              | Carrera                   |
| Final                               | Evgueni Berzin        | Djamolidine Abdoujaparov | Pascal Richard              | Carrera                   |